# Giardini-Naxos
Giardini-Naxos är en ort och kommun i storstadsregionen Messina, innan 2015 i provinsen Messina, i regionen Sicilien i sydvästra Italien. Kommunen hade 9 337 invånare (2017).
Den antika staden Naxos ligger i kommunen.